# شب وصل
شب وصل، نام آلبومی است با صدای محمدرضا شجریان و همخوانی همایون شجریان و تار داریوش طلایی و به همراهی کمانچه سعید فرج پوری در دستگاه ماهور اجرا شده‌است. همچنین تصنیف شبِ وصل ساخته درویش خان و شعر تصنیف از ملک الشعرا بهار میباشد.

## هنرمندان
- خواننده: محمدرضا شجریان
- تار: داریوش طلایی
- تنبک: همایون شجریان
- کمانچه: سعید فرج‌پوری
- شعر از حافظ، سعدی و ملک الشعرای بهار
- صدابردار: ناصر فرهودی
- خط: امیراحمد فلسفی
- طرح: مژگان شجریان

## آهنگ‌ها

### سحر با باد می‌گفتم حدیث آرزومندی
- پیش درآمد ماهور
  - استاد سعید هرمزی
  - شعر از حافظ

(درآمد ماهور)

سحر با باد می‌گفتم حدیث آرزومندی
خطاب آمد که واثق شو به الطاف خداوندی

( کرشمه )
سحر با باد می‌گفتم حدیث آرزومندی
خطاب آمد، خطاب آمد که واثق شو به الطاف خداوندی
(گشایش)

قلم را آن زبان نبود که سر عشق گوید باز

ورای حد تقریر است شرح آرزومندی

( داد )
دعای صبح و آه شب کلید گنج مقصود است

دعای صبح و آه شب کلید گنج مقصود است
بدین راه و روش می‌رو که با دلدار پیوندی
(حصار )

الا ای یوسف مصری

الا ای یوسف مصری که کردت سلطنت مغرور
پدر را بازپرس آخر کجا شد مهر فرزندی

الا ای یوسف مصری که کردت سلطنت مغرور
پدر را بازپرس آخر کجا شد مهر فرزندی
(حصار ماهور و فرود)

جهان پیر رعنا را ترحم در جبلت نیست

جهان پیر رعنا را ترحم در جبلت نیست، ترحم در جبلت نیست
ز مهر او چه می‌پرسی در او همت چه می‌بندی
ز مهر او چه می‌پرسی در او همت چه می‌بندی

ادامه ساز و آواز ( شکسته )
جهان پیر رعنا را ترحم در جبلت نیست، ای دریغ، دریغ
ز مهر او چه می‌پرسی در او همت چه می‌بندی
( جمله دوم شکسته)

همایی چون تو عالی قدر حرص استخوان تا کی، حرص استخوان تا کی
دریغ آن سایه همت، دریغ آن سایه همت که بر نااهل افکندی
(جامه دران)

در این بازار اگر سودیست با درویش خرسند است
خدایا منعمم گردان، منعمم گردان به درویشی و خرسندی
(فرود به ماهور)

قلم را آن زبان نبود که سر عشق گوید باز
ورای حد تقریر است شرح آرزومندی

( داد و فرود ماهور )
قلم را آن زبان نبود که سر عشق گوید باز
ورای حد تقریر است شرح آرزومندی

### شب وصل (تصنیف)
- آهنگ: درویش خان
- شعر: ملک الشعرای بهار

‫به شب وصلت، جانا دیوانه شدم
به شمع رویت، جانا پروانه شدم

‫به شب وصلت، جانا دیوانه شدم
به شمع رویت، جانا پروانه شدم
به مه روی تو من، جانا حیران و ماتم
ز غم عشق تو شد، جانا صبر و ثباتم
به حال من نگر دلبر دلبر زار و نزارم، جانا زار و نزارم
شیدای توأم تاج سرم بیا به سرم

رسوای توأم چشم ترم بنشین به برم
عاشقم کردی جانا دلم را بردی
به زلف سرکجت دلبر دلبر گم شده دلم، جانا گم شده دلم

به ماه عارضت دلبر دلبر حل کن مشکلم، جانا حل کن مشکلم
به شب وصلت، جانا دیوانه شدم
به شمع رویت، جانا پروانه شدم، جانا پروانه شدم
به مه روی تو من، جانا حیران و ماتم
ز غم عشق تو شد، جانا صبر و ثباتم
به ماه عارضت دلبر دلبر حل کن مشکلم، جانا حل کن مشکلم، جانا حل کن مشکلم

### هر لحظه در برم دل از اندیشه خون شود
- شعر: سعدی

(دلکش)

هر لحظه در برم دل از اندیشه خون شود
تا منتهای کار من از عشق چون شود

هر لحظه در برم دل از اندیشه خون شود
تا منتهای کار من از عشق چون شود

دل برقرار نیست که گویم نصیحتی
از راه عقل و معرفتش رهنمون شود
(قرچه)

یار آن حریف نیست که از در درآیدم

یار آن حریف نیست که از در درآیدم
عشق آن حدیث نیست که از دل برون شود

### شمع شب تار (تصنیف)
تصنیف: شمع شب تار
شعر: علی اکبر شیدا
شنیدم ماهی، و هم شاهی
میان دلبران، بت صاحبدلان، خدا

شنیدم ماهی، و هم شاهی
میان دلبران، بت صاحبدلان، خدا

گفتم که غمخوارم شوی
جانم، در روز جدایی

شمع شب تارم شوی
جانم، ترسم که نیایی

نه دلم، بردی تو
نه غمم، خوردی
دلم آزردی، به خدا

نادیدنِ رویت می کُشدم
آن سنبل مویت می کِشدم

نه دلم، بردی تو
نه غمم، خوردی
دلم آزردی، به خدا

نادیدنِ رویت می کُشدم
آن سنبل مویت می کِشدم

نادیدنِ رویت می کُشدم
آن سنبل مویت می کِشدم

### ادامههر لحظه در برم دل از اندیشه خون شود
(قرچه)

دم درکش از ملامتم ای دوست زینهار

دم درکش از ملامتم ای دوست زینهار
کاین درد عاشقی به ملامت فزون شود
 ( رضوی )
یار آن حریف نیست که از در درآیدم

یار آن حریف نیست که از در درآیدم
عشق آن حدیث نیست که از دل برون شود
(حسینی )

فرهاد وارم از لب شیرین گزیر نیست

فرهاد وارم از لب شیرین گزیر نیست
ور کوه محتشم به مثل بیستون شود
(بسته نگار)

دیوار دل به سنگ تعنت خراب گشت
رخت سرای عقل به یغما کنون شود
(دلکش فرود به ماهور)

چون دور عارض تو برانداخت رسم عقل

ترسم که عشق در سر سعدی جنون شود

### ز دست محبوب (تصنیف)
- شعر: غلامرضا خان رئیس
- ردیف ماهور

زدست محبوب، ندانم چون‌کنم

زدست محبوب، ندانم چون‌کنم
وزهجر رویش، دیده جیحون‌کنم
وزهجر رویش، دیده جیحون‌کنم

زدست محبوب، ندانم چون‌کنم

زدست محبوب، ندانم چون‌کنم
وزهجر رویش، دیده جیحون‌کنم
وزهجر رویش، دیده جیحون‌کنم

یارم چو شمع محفل است
دیدن رویش مشکل است

سرو منی، پا درگِل است
برخطّ و خالش مایل است
برخطّ و خالش مایل است

یار من، دلدار من
کمتر تو جفا کن
یادی، آخر تو ز ما کن
یادی، آخر تو ز ما کن

رفتم برِ آن ماهِرو
با او نشستم روبرو
گفتم سخن‌ها مو به مو

یار من، دلدار من
کمتر تو جفا کن
یادی، آخر تو ز ما کن
یادی، آخر تو ز ما کن

- رنگ شهر آشوب.